# Neotamias quadrivittatus
Tamias quadrivittatus — вид бурундука з родини вивіркових (Sciuridae). Він є ендеміком штатів Колорадо, Юта, Аризона та Нью-Мексико в США.
Найчастіше зустрічається в хвойних лісах, лісистих місцевостях, гірських чагарниках і високогірних тундрових біотопах. T. quadrivittatus мешкає на висоті від 1500 метрів до 2200 метрів над рівнем моря.

## Морфологічна характеристика
Колорадський бурундук досягає середньої довжини голови й тулуба від 12,5 до 13,0 сантиметрів, довжини хвоста — ≈ 10,0 сантиметрів, а вага — від 45 до 70 грамів. Забарвлення спини від рудуватого до коричнювато-коричневого, і, як і в інших видів роду, на спині є кілька темних спинних смуг, які розділені світлішими смугами і відмежовані від боків тіла. Голова від червонувато-коричневого до коричнювато-коричневого кольору, іноді з сірим відтінком. На голові є дві білі або кремово-білі смуги, між якими через око проходить темна або чорна смуга. За вухами часто є сіра постаурикулярна пляма. Центральна спинна смуга темно-сіра або чорна, дві темні смуги, розташовані далі, зазвичай дещо світліші. Світлі смуги від білого до кремово-білого або пісочного кольору. Стегна і лапи від охристого до коричного кольору, живіт від білого до кремово-білого.

## Спосіб життя
Вид веде денний спосіб життя з основною активністю рано вранці та пізно ввечері. Переважно мешкає на землі, але також може забиратися на дерева та кущі. Тварини харчуються переважно насінням і плодами трав, кущів і дерев. Насіння є основним джерелом їжі, інші частини рослин, а також комахи та дрібні хребетні є додатковою їжею. Їжу тваринки носять у защічних сумках і створюють запаси їжі в щілинах або в підземних гніздових камерах. Вони, ймовірно, не впадають у сплячку і можуть бути активними цілий рік — залежно від погоди. Однак деякі особини залишаються в гнізді в погану погоду і впадають у сплячку. Територія тварин займає в середньому 2,7 га. Гнізда будують в ущелинах, під камінням або в землі.
Шлюбний період у цього виду триває з квітня по травень, на півдні ареалу також може бути два періоди спарювання — у лютому і в липні. Період вагітності становить близько 30 днів, і в регіонах з одним періодом розмноження на рік дитинчата народжуються в травні-червні. Дитинчата відлучаються від грудей через шість-сім тижнів і залишають материнське гніздо восени.
На більшій частині свого ареалу цей вид симпатизує з іншими бурундуками, такими як Tamias dorsalis, Tamias minimus, Tamias rufus і Tamias umbrinus. Менше третини тварин переживають зимову сплячку. Як дрібні ссавці, тварини є здобиччю різних хижаків, таких як куниці, коти і собаки, а також хижих птахів і змій. У разі загрози тварини ховаються в ущелинах скель, у гніздах або в рослинності. Тоді вони видають гучні "тріски" і свистячі звуки як сигнали тривоги.